# Leptodeira annulata
Leptodeira annulata är en ormart som beskrevs av Carl von Linné 1758. Leptodeira annulata ingår i släktet Leptodeira och familjen snokar.
Arten förekommer från Panama till centrala Argentina. Den hittas även på några öar nordöst om Sydamerika. Honor lägger ägg.

## Underarter
Arten delas in i följande underarter:
- L. a. annulata
- L. a. ashmeadii
- L. a. maculata
- L. a. cussiliris
- L. a. pulchriceps
- L. a. rhombifera